# Roberto Drummond
Roberto Francis Drummond (Ferros, 21 de dezembro de 1933 — Belo Horizonte, 21 de junho de 2002) foi um jornalista, comentarista esportivo, cronista e escritor brasileiro. Participou da chamada literatura pop, marcada pela ausência de cerimônias e pela proximidade com o quotidiano.

## Biografia
Antes de residir, a partir da adolescência, em Belo Horizonte, a família do escritor viveu em Guanhães, Araxá e Conceição do Mato Dentro. Era filho do engenheiro e fazendeiro Francisco Alvarenga Drummond e de Ricarda de Paiva Drummond.
Começou a escrever contos e novelas aos 13 anos. Na década de 1950 abandonou o curso científico e passou a dedicar-se ao jornalismo. Seu primeiro emprego foi na extinta Folha de Minas, na capital mineira. Aos 28 anos, passou a dirigir a revista Alterosa, fechada pela Ditadura Militar em 1964. Durante um ano trabalhou no Rio de Janeiro, retornando a Belo Horizonte em 1966, onde passou a escrever colunas esportivas e crônicas.
O sucesso na literatura começou com seu primeiro livro, A morte de DJ em Paris, em 1971. Relançado em 1975, bateu recordes de vendas, recebendo o Prêmio Jabuti de autor revelação. Na década de 80, inicia uma nova fase de sua produção literária, com a publicação de Hitler manda lembranças. Seu maior sucesso foi o romance Hilda Furacão, publicado em 1991 e adaptado para a televisão em 1998 numa minissérie de sucesso da Rede Globo.
Roberto Drummond também fez um programa esportivo diário na TV Bandeirantes de Belo Horizonte. O escritor era fanático torcedor do Clube Atlético Mineiro e criou para o clube a famosa frase:
Se houver uma camisa branca e preta pendurada num varal durante uma tempestade, o atleticano torce contra o vento.— Roberto Drummond

### Falecimento
Morreu vítima de problemas cardíacos, no dia da partida entre Brasil e Inglaterra pelas quartas-de-final da Copa do Mundo de 2002.

### Legado
Passados 10 anos da morte de Roberto Drummond, sua obra, sua paixão pelo futebol e seu legado para a literatura nacional foram novamente destacados pelos relançamentos de alguns de seus livros e de um documentário dirigido por Breno Milagres sobre a vida do escritor, além de uma homenagem da torcida atleticana no dia 23 de junho de 2012, durante o jogo Atlético x Náutico, pelo Campeonato Brasileiro, no Estádio Independência.
Foi homenageado pela prefeitura de Belo Horizonte com uma estátua de bronze em tamanho real na Praça Diogo de Vasconcelos, na Savassi, e pela prefeitura de Ferros com um Centro Cultural em seu nome.

## Obra
- A morte de D.j. em Paris (1971);
- O dia em que Ernest Hemingway morreu crucificado (1978);
- Sangue de coca-cola (1980);
- Quando fui morto em Cuba (1982);
- Hitler manda lembranças (1984);
- Ontem à noite era sexta-feira (1988);
- Hilda Furacão (1991);
- Inês é morta (1993);
- O homem que subornou a morte & Outras histórias (1993);
- Magalhães: navegando contra o vento *O cheiro de Deus (2001);
- Dia de São Nunca à tarde (publicação póstuma);
- Os mortos não dançam valsa (publicação póstuma);
- O Estripador da Rua G (publicação póstuma pela Fundação de Cultura de Belo Horizonte);
- Uma Paixão em Preto e Branco (publicação póstuma das melhores crônicas de Drummond sobre o Clube Atlético Mineiro).